# مثلث (شراب)
المثلث هو الذي ذهب ثلثاه بالطبخ من ماء العنب والزبيب والتمر وبقي ثلثه، فما دام حلوا فهو طاهر حلال شربه، وإن غلى واشتد، فكذلك، لاستمرار الطعام والتقوي والتداوي دون التلهي، ولا يحل منه السكر. وقال محمد، : هو حرام بخس يحد في قليله وكثيره.